# Otto Lörke
Otto Lörke (* 16. November 1879; † 1957) war ein deutscher Dressurreiter und -trainer.

## Leben
Otto Lörke wurde 1879 in Preußen geboren. Aus Veranlagung fand er ohne große Vorbilder zum Dressurreiten. Als preußischer Ulan fiel das erste Mal seine Art zu reiten und die von ihm ausgebildeten Pferde auf. Er wurde deshalb 1909 in den kaiserlichen Marstall berufen und wurde schnell Sattelmeister des Kaisers. Nach dem Zweiten Weltkrieg baute er in Berlin einen Dressurstall auf. Aus diesem Stall kamen alle acht Pferde der Generalsquadrille von 1928. Im Jahre 1935 wurde er Ausbilder für Dressurreiten in Zivil an der Kavallerieschule Hannover.

## Pferde
Otto Lörke bildete mehrere bekannte Pferde aus. Hierzu gehören unter anderem Kronos, Dorffrieden v. Hyperion und Fanal v. Hausfreund und Chronist.

## Schüler
Lörke bereitete die deutschen Reiter der Olympischen Sommerspiele 1936 erfolgreich vor. Sie schlossen mit sechs Goldmedaillen ab. Weitere Schüler sind Willi Schultheis, Liselott Linsenhoff und Fritz Linsenhoff.
Nach Lörke benannt ist der Otto-Lörke-Preis.